# Zamiar bezpośredni
Zamiar bezpośredni – postać zamiaru w rozumieniu prawa karnego polegająca na tym, że sprawca chce popełnić czyn zabroniony (art. 9 § 1 k.k.). 
Sprawca popełniający czyn zabroniony w zamiarze bezpośrednim ma świadomość i wolę realizacji jego ustawowych znamion. 
Do czynów popełnionych w zamiarze bezpośrednim zalicza się także tzw. przestępstwa nieuchronne. Polegają one na tym, że sprawca chce realizacji pewnego stanu rzeczy i zdaje sobie sprawę, że "po drodze" do niego będzie konieczne zrealizowanie innego. Wówczas także ten czyn popełniony "po drodze" jest przez sprawcę objęty zamiarem bezpośrednim.
Wyróżniamy także następujące pozakodeksowe formy zamiaru (z zamiarem bezpośrednim powiązane są tylko dwa pierwsze) :
- zamiar nagły (łac. dolus directus repentinus), który sprawca podejmuje szybko, bez zastanowienia[1];
- zamiar przemyślany (premedytacja, dolus directus praemeditatus), którego powzięcie poprzedza dłuższe zastanowienie;
- zamiar afektywny (dolus affectus, affectdolus) - odmiana zamiaru nagłego, gdzie zasadnicze znaczenie dla podjęcia decyzji o popełnieniu czynu zabronionego mają względy emocjonalne, przeważające nad trzeźwą oceną sytuacji. W niektórych wypadkach może prowadzić do ograniczenia, albo nawet wyłączenia poczytalności;
- zamiar kierunkowy (zabarwiony, dolus directus coloratus, Absicht) - zamiar znamienny dodatkowo celem, motywem, pobudką;
- zamiar quasi-ewentualny (dolus quasi-eventualis) - sprawca chce realizacji zespołu ustawowych znamion czynu zabronionego. Nie ma jednak pewności, czy jedno ze znamion (o charakterze statycznym) zachodzi, czy nie. Na wypadek, gdyby zachodziło, sprawca na to znamię godzi się. Jednak realizacji wszystkich pozostałych chce, zatem mamy tu do czynienia z rodzajem zamiaru bezpośredniego.
- zamiar ogólny (dolus generalis) - pojęcie to traci ostatnio na znaczeniu. Polega on na tym, że sprawca chce popełnienia jakiegoś czynu zabronionego, jednak bliżej nie precyzuje, jakiego.

Niekiedy wyróżnia się także zamiar następczy (dolus subsequens). Polega on na tym, że sprawca popełnia nieumyślny czyn zabroniony, a następnie stwierdza, że gdyby popełniając go miał świadomość, że to czyni, chciałby tego. Ta postać zamiaru nie ma znaczenia prawnego.